# Liste tschechischer Schriftsteller
Bekannte tschechische Autoren:

## A
- Daniel Adam z Veleslavína (1546–1599), Lexikograf und Schriftsteller des Humanismus
- Richard Adamík (1867–1952), Arzt und Moralidealist
- Michal Ajvaz (* 1949), Prosaiker, Dichter, Essayist und Übersetzer
- František Albert (1856–1923), Arzt, Erzähler, Journalist und Übersetzer
- Michal Altrichter (* 1965), religiöser Wissenschaftler und Priester
- Karel Slavoj Amerling, auch Karl Slavomil Amerling, Pseudonym Slavoj Strnad Klatovský (1807–1884), Pädagoge, Schriftsteller und Philosoph
- Hana Androníková (1967–2011), Schriftstellerin
- Jakub Arbes (1840–1914), Journalist und Schriftsteller
- Ludvík Aškenazy (1921–1986), Schriftsteller, Dramatiker und Drehbuchautor
- Josef Augusta (1903–1968), tschechischer Paläontologe

## B
- Jindřich Šimon Baar (1869–1925), katholischer Priester und Schriftsteller, Vertreter des Realismus
- Alena Bahníková (* 1948), Übersetzerin
- Bohuslav Balbín (1621–1688), Jesuit, Literat, Historiker, Erdkundler und Patriot
- Josef Barák (1833–1883), Politiker, Journalist und Dichter
- František Michálek Bartoš (1889–1972), Historiker
- Bartošek z Drahonic (1380–1443), böhmischer Chronist
- Věra Bartošková (* 1946), Dichterin und Publizistin
- Eduard Bass (1888–1946), Schriftsteller, Journalist, Sänger, Schauspieler, Rezitator, Conferencier und Texter
- Jan Bašta (1860–1936), Ingenieur und Forscher
- Otakar Batlička (1895–1942), Radioamateur, Weltenbummler, Schriftsteller und Widerstandskämpfer
- Jiří Baum (1900–1944), Zoologe, Weltenbummler und Schriftsteller
- Marie Bayerová (1922–1997), Übersetzerin deutschsprachiger Werke und Philosophin
- Jan František Beckovský (1658–1725), Schriftsteller, Historiker, Übersetzer und Priester
- Kamil Bednář (1912–1972), Dichter und Übersetzer, Prosaist, Dramatiker und Verlagsredakteur
- Václav Beneš Třebízský (1849–1884), Schriftsteller und katholischer Priester
- Božena Benešová (1873–1936), Schriftstellerin
- František Běhounek (1898–1973), Physiker und Schriftsteller
- Zdenka Bergrová (1923–2008), Dichterin und Übersetzerin russischer Literatur
- Karel Berka (1923–2004), tschechischer Philosoph
- Petr Bezruč (1867–1958), Dichter
- Konstantin Biebl (1898–1951), Dichter
- Ivan Binar (* 1942), Schriftsteller und Übersetzer
- Jan Blahoslav (1523–1571), humanistischer Schriftsteller und Komponist
- Ivan Blatný (1919–1990), Dichter
- Lev Blatný (1894–1930), Dichter, Autor, Theaterkritiker und Dramaturg
- Vratislav Blažek (1925–1973), Dramaturg und Filmszenarist, Liedertexter
- Vladimír Blucha (1931–2020), Historiker, beschäftigte sich u. a. mit der Geschichte der Stadt Krnov
- Karel Bodlák (1903–1989), Literaturkritiker, Dichter und Lehrer.
- Pavel Bojar (1919–1999), Dichter und Romanautor ↑Slovník české literatury po roce 1945 – Pavel BOJAR (in Tschechisch)
- Anna Bolavá (* 1981), Schriftstellerin
- Egon Bondy (1930–2007), Dichter und Philosoph
- Hanuš Bonn (1913–1941), Dichter, Literaturkritiker und Übersetzer prosaischer Veröffentlichungen von Naturvölkern
- Petr Borkovec (* 1970), Dichter, Übersetzer und Kulturredakteur
- Karel Havlíček Borovský (1821–1856), Dichter, Prosaist, Literaturkritiker, Übersetzer, Politiker und Journalist
- Zuzana Brabcová (1959–2015), Schriftstellerin
- Jiří Brabec (* 1929), Literaturkritiker und Historiker
- Adolf Branald (1910–2008), Schriftsteller
- Alfons Breska (1873–1946), Dichter und Übersetzer
- Bedřich Bridel, auch Fridrich Bridelius (1619–1680), Schriftsteller und Jesuiten-Missionar Societas Jesu
- Antonín Brousek (1941–2013), Lyriker und Literaturkritiker
- Josef Brukner (1932–2015), Schriftsteller, Übersetzer und Drehbuchautor
- Otokar Březina, auch Václav Jebavý (1868–1929), Dichter
- Václav Budovec z Budova (1551–1621), Politiker, Diplomat und Schriftsteller
- Emil František Burian (1904–1959), Komponist und Dramaturg
- Marek Bydžovský z Florentýna (1540–1612), Historiker, Astronom, Mathematiker und Gelehrter und Humanist

## C
- Vojtěch Cach (1914–1980), Schriftsteller und Dramatiker
- Jan Campanus Vodňanský, auch Iohannes Campanus Vodnianus, Jan z Vodňan oder Johann Campanus von Wodnan (1572–1622), Schriftsteller
- Jan Čapek (-), Schriftsteller und Geistlicher
- Josef Čapek (1887–1945), Maler, Zeichner, Graphiker, Photograph und Schriftsteller
- Karel Čapek (1890–1938), Schriftsteller
- Karel Matěj Čapek-Chod (1860–1927), Schriftsteller und Journalist, Vertreter des Naturalismus
- František Josef Čečetka (1871–1942), Schriftsteller historischer Romane und Dramen für Jugendliche
- Svatopluk Čech (1846–1908), Dichter, Prosaiker, Journalist und Weltenbummler
- František Ladislav Čelakovský, auch Marcian Hromotluk (1799–1852), Dichter und Übersetzer
- Jan Čep (1902–1973), Schriftsteller und Übersetzer katholisch orientierter Werke
- Jan Černý (um 1456–1530), Arzt und Priester der Brüder-Unität
- Jan Černý-Nigranus, auch Jan Niger de Praga (1500/1510–1565), Historiker, Priester, Verwalter und Bischof der Brüder-Unität
- Václav Černý (1905–1987), literarischer Forscher und Übersetzer
- Miroslav Červenka (1932–2005), Dichter, Übersetzer und Literaturwissenschaftler
- Petr Chelčický (1390–1460), geistiger Vater der tschechischen Brüdergemeinde
- Josef Krasoslav Chmelenský (1800–1839), Schriftsteller
- Lenka Chytilová (* 1952), Dichterin, und Vertreterin einer Strömung der Einsamen Läufer
- Matouš Collinus z Chotěřiny, auch Matouš Collinus z Chotěřiny (1516–1566), Lehrer und Schriftsteller
- David Crinitus z Hlavačova (1531–1586), Schriftsteller und Dichter

## D
- Mikuláš Dačický z Heslova (1555–1626), Schriftsteller und Adeliger
- Dalimil († nach 1315), Chronist
- Oldřich Daněk (1927–2000), Dramatiker, Schriftsteller, Regisseur und Drehbuchautor
- Johanna J. Danis (1922–2014), Psychologin und Schriftstellerin
- Jakub Deml (1878–1961), Priester, Dichter und Schriftsteller
- Radka Denemarková (* 1968), Schriftstellerin, Literaturhistorikerin, Drehbuchautorin und Übersetzerin
- Karel Dewetter (1882–1962), Dichter und Schriftsteller
- Ivan Diviš (1924–1999), Dichter
- Bohumír Jan Dlabač (1758–1829), Schriftsteller, Kunsthistoriker, Priester der Prämonstratenser
- Josef Dobrovský (1753–1829), Philologe und Slawist
- Jan Drda (1915–1970), Prosaist und Dramatiker
- Jaroslav Durych (1886–1962), Prosaist, Dichter, Dramatiker, Publizist, römisch-katholischer Theologe und Militärarzt
- Václav Dušek (* 1944), Prosaist und Drehbuchautor
- Marie Dušková (1903–1968), Dichterin
- Viktor Dyk (1877–1931), Dichter, Prosaist, Dramatiker, Politiker und Rechtsanwalt
- Stanislav Dvorský (* 1940), Dichter, Essayist

## E
- Vratislav Effenberger (1923–1986), surrealistischer Dichter, Literaturtheoretiker
- Karel Eichler (1845–1918), Priester der römisch-katholischen Kirche, Musiker und Schriftsteller
- Karel Engliš (1880–1961), Ökonom, Politologe und Begründer der teleologischen Wirtschaftstheorie.
- Karel Jaromír Erben (1811–1870), Schriftsteller, Dichter, Übersetzer, Literaturhistoriker und Sammler tschechischer Volksmärchen
- Václav Erben (1930–2003), Journalist und Schriftsteller
- Karla Erbová (1933–2024), Dichterin

## F
- Fa Presto (eigentlich Karel Mašek, 1867–1922), Dichter und Schriftsteller
- Hanuš Fantl (1917–1942), Dichter
- Ladislav Fikar (1920–1975), Schriftsteller und Übersetzer
- Eduard Fiker (1902–1961), Schriftsteller, Übersetzer und Szenarist
- Ota Filip (1930–2018), deutsch- und tschechischsprachiger Schriftsteller
- Otokar Fischer (1883–1938), Übersetzer, Literaturwissenschaftler und Dramaturg
- Daniela Fischerová (* 1948), Dramatikerin und Prosaistin
- Viktor Fischl (1912–2006), Dichter, Prosaist und Publizist
- Josef Florian (1873–1941), Schriftsteller
- Miroslav Florian (1931–1996), Dichter und Übersetzer
- František Flos (1884–1961), Lehrer, Dramatiker, Übersetzer und Schriftsteller, Vertreter des Realismus
- Jaroslav Foglar (1907–1999), Verfasser von Jugendbüchern des 20. Jahrhunderts, Leiter der Scoutabteilung Jestřáb (Habicht)
- Josef Frais (1946–2013), Schriftsteller
- Pavel Francouz (1932–1995), Schriftsteller
- Jiří Frejka (1904–1952), Regisseur und Theatertheoretiker
- Alberto Vojtěch Frič (1882–1944), Kakteensammler und Pflanzenjäger
- Josef Václav Frič (1829–1890), Schriftsteller, Journalist und Politiker, Vertreter der Romantik
- Norbert Frýd (1913–1976), Schriftsteller und Publizist
- Bedřich Fučík (1900–1984), Literaturkritiker, Editor und Übersetzer
- Julius Fučík (1903–1943), Schriftsteller, Journalist und kommunistischer Kulturpolitiker
- Ladislav Fuks (1923–1994), Prosaist und Verfasser psychologischer Romane, die sich vor allem mit dem Faschismus auseinandersetzten
- Zdena Frýbová (1934–2010), Schriftstellerin und Journalistin

## G
- František Gel, auch František Feigel (1901–1972), Journalist, Rundfunkmoderator, Schriftsteller und Übersetzer
- František Gellner (1881–1914), Dichter, Anarchist, Prosaist, Maler und Karikaturist
- Jarmila Glazarová, verheiratet Podivínská (1901–1977), Schriftstellerin
- Emilián Božetěch Glocar (1906–1985), Priester, Maler und Schriftsteller
- František Götz (1894–1974), Literaturhistoriker, Kritiker, Dramaturg, Übersetzer und Sprecher der Literární skupina
- Jaroslav Goll (1846–1929), Historiker
- Hermann Grab, auch Hermann Grab z Hermannswörthu (1903–1949), katholischer Schriftsteller und Musiker
- Jan Grossman (1925–1993), Theaterregisseur, Literatur- und Theaterkritiker
- Jiří Gruša (1938–2011), Dichter, Prosaist, Übersetzer, Literaturkritiker und Politiker

## H
- Václav Hájek, auch Wenzeslaus Hajek von Libotschan, Wenceslai Hagecii oder Wenceslai Hagek a Liboczan († 1553), Chronist des Mittelalters
- František Halas (1901–1949), Dichter
- Vítězslav Hálek (1835–1874), Dichter, Schriftsteller, Dramaturg und Journalist
- Petr Halmay (* 1958), Dichter
- Václav Hanka, auch Váceslav Váceslavič (1791–1861), Schriftsteller
- Jiří Hanzelka (1920–2003), Reisebuchautor
- Christoph Harant Freiherr von Polschitz und Weseritz, auch Kryštof Harant z Polžic a Bezdružic (1564–1621), Adeliger, Diplomat und Komponist
- Bohuslaus Lobkowicz von Hassenstein, auch Bohuslav Hasištejnský z Lobkovic (1462–1510), Humanist, Staatsmann, Rechtsgelehrter und Dichter
- Jaroslav Hašek (1883–1923), Schriftsteller
- Jarmila Hašková (1887–1931), Journalistin und Prosaistin
- Lenka Hašková (1923–2016), Schriftstellerin
- Jiřina Hauková (1919–2005), Dichterin und Übersetzerin
- Jiří Haussmann (1898–1923), Schriftsteller und Dichter
- Václav Havel (1936–2011), Schriftsteller und Politiker
- Jaroslav Havlíček (1896–1943), Schriftsteller
- Karel Havlíček Borovský, Geburtsname Karel Havlíček (1821–1856), Dichter, Prosaist, Literaturkritiker, Übersetzer, Politiker und Journalist
- Zbyněk Havlíček (1922–1969), surrealistischer Dichter, Theoretiker, Übersetzer
- Jindřich Heisler (1914–1953), surrealistischer Dichter, bildender Künstler
- Zbyněk Hejda (1930–2013), Historiker, Verlagsredakteur, Übersetzer und Dichter
- František Vladislav Hek (1769–1847), Patriot, Dichter und Publizist
- Jan Herben (1857–1936), Politiker, Journalist, Schriftsteller und Historiker
- Iva Hercíková (1935–2007), Schriftstellerin und Dramaturgin
- Ignát Herrmann, auch Vojta Machatý oder Švanda (1854–1935), Schriftsteller, Humorist und Redakteur
- Adolf Heyduk (1835–1923), Dichter
- Jaroslav Hilbert (1871–1936), Dramatiker, Prosaist, Theaterkritiker, Publizist und Memoirenautor
- Josef Hiršal (1920–2003), Dichter und Übersetzer
- Václav Hladík (1868–1913), Dichter und Übersetzer
- Karel Hlaváček (1874–1898), Dichter und bildender Künstler
- Šebestián Hněvkovský (1770–1847), Volksaufklärer und Dichter
- Vladimír Holan (1905–1980), Lyriker
- Josef Holeček (1853–1929), Schriftsteller, Vertreter des Realismus und der Landprosa, Übersetzer und Journalist
- Miroslav Holub (1923–1998), Dichter und Arzt
- Josef Hora (1891–1945), Dichter, Übersetzer und Literaturkritiker
- Miroslav Horníček (1918–2003), Schauspieler, Schriftsteller, Regisseur, bildender Künstler und Theatertheoretiker
- Alexandr Hořejší, Jan Alda (1901–1970), Dichter und Übersetzer
- Jindřich Hořejší (1886–1941), Dichter und Übersetzer
- Otakar Hostinský (1847–1910), Ästhetiker und Musikwissenschaftler, Literaturkritiker und Kunsttheoretiker
- Egon Hostovský (1908–1973), Schriftsteller
- Bohumil Hrabal (1914–1997), Schriftsteller
- Václav Hrabě (1940–1965), Dichter, Prosaist und Vertreter der Beat Generation
- František Hrubín (1910–1971), Schriftsteller, Lyriker
- Řehoř Hrubý z Jelení (1460–1514), Schriftsteller, Übersetzer und Humanist
- Zikmund Hrubý z Jelení, auch Sigismund Gelenius (1497–1554), Schriftsteller und Philologe
- Petr Hruška (* 1964), Lyriker und Literaturwissenschaftler
- Petra Hůlová (* 1979), Schriftstellerin
- Jan Hus (1369–1415), Reformator, Priester und Gelehrter
- Karel Hynek (1925–1953), surrealistischer Dichter
- Hynek mladši z Poděbrad (1452–1492), Reichsfürst, Herzog von Münsterberg, Graf von Glatz, Diplomat und Schriftsteller

## J
- Václav Jamek (* 1949), Schriftsteller und Übersetzer
- Jakoubek ze Stříbra, auch Jakob von Mies auch Jacobellus von Mies (1372–1429), Priester und Schriftsteller
- Jan Jakubec (1862–1936), Historiker und Kritiker
- Zdeněk Janík (1923–2022), Dichter
- Filip Jánský (1922–1987), Schriftsteller
- Jan Urban Jarník (1848–1923), Philologe, Übersetzer und Romanist
- Čestmír Jeřábek (1893–1981), Schriftsteller, Dramaturg und Literaturkritiker
- Milena Jesenská (1896–1944), Journalistin, Schriftstellerin und Übersetzerin
- Jan z Jenštejna (1350–1400), Bischof von Meißen, Erzbischof von Prag, Autor religiöser Schriften in lateinischer Sprache
- Valentin Bernard Jestřábský (1630–1719), römisch-katholischer Priester und Barockschriftsteller
- Otto Ježek (1896–1957), Dichter
- Miloš Jirko (1900–1961), Redakteur, Dichter, Bibliothekar und Übersetzer
- Alois Jirásek (1851–1930), Schriftsteller und Historiker
- Zdeněk Jirotka (1911–2003), Schriftsteller und Feuilletonist
- Ivan Martin Jirous (1944–2011), Lyriker, Kritiker und Kunsthistoriker
- Jaromír John (1882–1952), Schriftsteller, Journalist, Hochschulprofessor, Kunstästhetiker und -kritiker
- Radek John (* 1954), Publizist, Schriftsteller und Drehbuchautor
- Emil Juliš (1920–2006), Dichter und Künstler
- Josef Jungmann (1773–1847), Dichter und Sprachwissenschaftler, führende Persönlichkeit der tschechischen nationalen Wiedergeburt

## K
- Martin Kabátník (1428–1503), Bürgerlicher, Reisender, Schriftsteller und Mitglied der Brüder-Unität
- Felix Kadlinský (1613–1675), Schriftsteller, Übersetzer und Jesuit
- Josef Kainar (1917–1971), Dichter, Dramaturg und Übersetzer
- Josef Kaizl (1854–1901), tschechischer Politiker
- Zdeněk Kalista (1900–1982), Historiker, Dichter, Literaturkritiker, Herausgeber und Übersetzer
- Eva Kantůrková (* 1930), Prosaistin und Dramaturgin
- Václav Kaplický (1895–1982), Prosaist, Verleger und epischer Dichter
- Siegfried Kapper (1820–1879), Schriftsteller, Übersetzer und Arzt jüdischer Herkunft.
- Jan Karafiát (1846–1929), evangelischer Pfarrer und Schriftsteller
- Jiří Karásek ze Lvovic (1871–1951), Vertreter und Anhänger der Décadence
- Svatopluk Karásek (1942–2020), evangelischer Pfarrer, Liedermacher und Abgeordneter
- Egon Erwin Kisch (1885–1948), Journalist und Reporter
- František Matouš Klácel (1808–1882), Dichter, Journalist und Philosoph, Vertreter der böhmisch-mährischen Einheit
- Klaret (1320–1379), Schriftsteller und Arzt, Domherr
- Antonín Klášterský (1866–1938), Dichter, Übersetzer, Organisator des literarischen Lebens und Anwalt
- Václav Kliment Klicpera (1792–1859), Schriftsteller und Dramatiker.
- Ivan Klíma (* 1931), Schriftsteller
- Ladislav Klíma (1878–1928), Prosaist, Dramatiker und Dichter, vor allem aber Philosoph
- Alexandr Kliment (1929–2017), Prosaist, Autor psychologischer Romane und Dichter
- Jiří Klobouk (* 1933), Schriftsteller, Szenarist, Kameramann und Pianist
- Karel Klostermann (1848–1923), Schriftsteller
- Josef Knap (1900–1973), Schriftsteller, Dichter, Literaturkritiker
- Karel Bohuš Kober (1849–1890), Sportler und Schriftsteller
- Václav František Kocmánek (1607–1679), Dichter, Schriftsteller und Historiker
- Pavel Kohout (* 1928), Schriftsteller und Politiker
- Jiří Kolář (1914–2002), Dichter und bildender Künstler
- Kolda z Koldic (1265–1323), Dominikaner
- Julius Komárek (1892–1955), Professor der Zoologie
- Jan Amos Komenský (1592–1670), Philosoph, Theologe und Pädagoge
- Mikuláš Konáč z Hodiškova (1480–1546), Autor, Verleger, Druckereibesitzer
- Antonín Koniáš (1691–1760), Jesuiten-Priester, Missionär und religiöser Schriftsteller
- Karel Konrád (1899–1971), Schriftsteller und Journalist
- Josef Kopta (1894–1962), Schriftsteller und Journalist
- Viktorin Kornel ze Všehrd (1460–1520), Schriftsteller, Rechtsanwalt, Meister der Universität und Dekan der Prager Universität
- Vladimír Körner (* 1939), Drehbuchautor, Dramaturg und Schriftsteller
- Karel Kosík (1926–2003), marxistischer Philosoph und Literaturtheoretiker
- Kosmas (1045–1125), Chronist des Mittelalters
- Josef Kostohryz (1907–1987), Schriftsteller und Übersetzer
- Jan Kozák (1921–1995), Schriftsteller
- František Kožík (1909–1997), Schriftsteller, Vertreter des Esperanto
- Beneš Krabice z Weitmile († 1375), Kanoniker des Prager Domkapitels und Hofchronist sowie Leiter der Bauhütte des St. Veitsdoms
- Václav Matěj Kramérius (1759–1808), Schriftsteller und Verleger
- Eliška Krásnohorská (1847–1926), Schriftstellerin
- Antonín Kratochvíl (1924–2004), Schriftsteller und Präsident des Exil-PEN-Clubs
- Jiří Kratochvil (* 1940), Schriftsteller
- Jaroslav Kratochvíl (1885–1945), Schriftsteller
- Miloš Václav Kratochvíl (1904–1988), Schriftsteller, Drehbuchautor und Dramaturg
- Ivan Kraus (* 1939), Puppenspieler, Schriftsteller und Drehbuchautor
- Eda Kriseová (* 1940), Journalistin und Schriftstellerin
- Karel Kryl (1944–1994), Liedermacher und Dichter
- František Křelina (1903–1976), Schriftsteller, Dichter, Dramaturg und christlicher Pädagoge
- Jan Křesadlo (1926–1995), Schriftsteller, Dichter, Komponist und Science-Fiction-Autor
- Josef Štefan Kubín (1864–1965), Ethnograf und Schriftsteller
- František Kubka (1894–1969), Journalist, Schriftsteller, Dichter und Übersetzer und Politiker
- Ludvík Kundera (1920–2010), Schriftsteller
- Milan Kundera (1929–2023), Schriftsteller
- Jiří Kulhánek (* 1967), Autor im Genre Sci-Fi- und Fantasyliteratur
- Jaroslav Kuťák (* 1956), Schriftsteller und Übersetzer
- Jaroslav Kvapil (1868–1950), Dichter, Theaterregisseur und Dramaturg

## L
- Josef Lada (1887–1957), Maler, Illustrator und Schriftsteller
- Lenka Lanczová (* 1964), Jugendbuchautorin
- František Langer (1888–1965), Schriftsteller und Militärarzt
- Josef Jaroslav Langer (1806–1846), Journalist und Dichter
- Květa Legátová (1919–2012), Schriftstellerin
- Jiří Levý (1926–1967), Literaturtheoretiker und Historiker
- Otakar Levý (1896–1946), Literaturhistoriker und Übersetzer
- Josef Linda (1792–1834), Schriftsteller
- Věra Linhartová (* 1938), Sinologin, Schriftstellerin und Kunsthistorikerin
- František Listopad (1921–2017), Journalist und Schriftsteller
- Šimon Lomnický z Budče (1552–1622), Schriftsteller
- Artur London (1915–1986), Publizist, Politiker und Diplomat
- Emil Artur Longen (1885–1936), Mitglied der Expressionisten-Vereinigung
- Jarmila Loukotková (1923–2007), Schriftstellerin, Dramaturgin und Übersetzerin
- Věra Ludíková (* 1943), Dichterin und Schriftstellerin
- Lukas von Prag (1460–1528), Schriftsteller und Theologe
- Martin Lupáč († 1468), Theologe
- Prokop Lupáč z Hlavačova (1530–1587), Dichter, Humanist und Historiker
- Arnošt Lustig (1926–2011), Schriftsteller und Publizist

## M
- Karel Hynek Mácha (1810–1836), Hauptvertreter der tschechischen Romantik
- Josef Svatopluk Machar (1864–1942), Dichter
- Miloš Macourek (1926–2002), Dichter und Filmschaffender
- Jiří Mahen (1882–1939), Dichter, Journalist und Dramaturg
- Marie Majerová (1882–1967), kommunistische Journalistin und Schriftstellerin
- Helena Malířová (1877–1940), Schriftstellerin, Journalistin und Übersetzerin
- Antonín Marek (1785–1877), Schriftsteller und Übersetzer
- Jiří Marek, auch Josef Jiří Puchwein (1914–1994), Autor sozialpsychologischer Romane
- Michal Mareš (1893–1971), Journalist, Lyriker und Feuilletonist
- Jaroslav Mareš (1937–2021), Schriftsteller, Reisender
- Jaroslav Maria (1870–1942), Künstlername von Jaroslav Mayer, tschechischer Schriftsteller
- Bohumil Markalous, Pseudonym Jaromír John (1882–1952), Schriftsteller, Journalist und Hochschulprofessor
- Vojtěch Martínek (1887–1960), Schriftsteller, Prosaist, Dichter, Literaturkritiker und Publizist
- Karel Mašek, Pseudonym Fa Presto (1867–1922), Dichter
- Matěj z Janova (1355–1394), Priester
- Jakub Matějův ze Soběslavi († 1415), Gelehrter
- Rudolf Mayer (1837–1865), Dichter, Vertreter der Generation májovci
- Rudolf Medek (1890–1940), Schriftsteller und Soldat
- Alena Melicharová (* 1938), Dichterin
- Josef Merhaut (1863–1907), Schriftsteller
- František Daniel Merth (1915–1995), Priester und Dichter
- Adam Václav Michna z Otradovic (1600–1676), Dichter und Komponist
- Daniel Micka (* 1963), Schriftsteller und Übersetzer
- Ferdinand Břetislav Mikovec (1826–1862), Theaterkritiker und Dichter
- Mikuláš z Pelhřimova (1385–1460), Priester der Taboriten
- Oldřich Mikulášek (1910–1985), Dichter
- Jan Milíč z Kroměříže (etwa 1320–1374), Priester
- Karel Milota (1937–2002), Dichter und Übersetzer
- Simona Monyová (1967–2011), Schriftstellerin
- Jiří Morava (1932–2012), tschechisch-österreichischer Schriftsteller und Literaturhistoriker
- Jana Moravcová (1937–2018), Dichterin, Übersetzerin und Schriftstellerin
- Jan Morávek (1888–1958), Schriftsteller und Journalist
- Jaroslav Mostecký (1963–2020), Sci-Fi-Autor
- Alois Mrštík (1861–1925), Schriftsteller und Dramaturg
- Vilém Mrštík (1863–1912), Schriftsteller und Dramaturg
- Jiří Mucha (1915–1991), Schriftsteller
- Ignatz Mühlwenzel (1690–1766), Mathematiker und Hochschullehrer
- Alois Musil (1868–1944), bedeutender Orientalist, Theologe, Geograph, Arabist, Forschungsreisender, bekannt als Musil von Arabien

## N
- Milan Nápravník (1931–2017), surrealistischer Dichter, Essayist, bildender Künstler
- Václav Bolemír Nebeský (1818–1882), Schriftsteller
- Ondřej Neff (* 1945), Sci-Fi-Autor und Journalist
- Vladimír Neff (1909–1983), Schriftsteller und Übersetzer
- Jan Nejedlý (1776–1834), Jurist, Philologe und Schriftsteller der nationalen Wiedergeburt
- Zdeněk Nejedlý (1878–1962), kommunistischer Politiker, Historiker, Musikwissenschaftler, Kritiker und Publizist
- Božena Němcová (1820–1862), Schriftstellerin
- Zdeněk Němeček (1894–1957), Schriftsteller und Dramaturg
- Petra Neomillnerová (* 1970), Buchrezensentin und Science-Fiction-Schriftstellerin
- František Nepil (1929–1995), Schriftsteller
- Jan Neruda (1834–1891), Journalist und Schriftsteller
- Josef Nesvadba (1926–2005), sozialistischer Dichter
- Stanislav Kostka Neumann (1875–1947), Schriftsteller und Publizist
- Štěpán Neuwirth (* 1944), Journalist
- Vítězslav Nezval (1900–1958), Schriftsteller
- Arne Novák (1880–1939), Literaturkritiker und -historiker
- Tereza Nováková (1853–1912), religiös schreibende Autorin
- Karel Nový (1890–1980), Journalist, Schriftsteller

## O
- Ivan Olbracht (1882–1952), Schriftsteller und Journalist
- Augustin Olomoucký (1467–1513), humanistischer Schriftsteller
- František Omelka (1904–1960), Methodiker der tschechischen Sprache
- Jiří Orten (1919–1941), Dichter
- Jan Otčenášek (1924–1979), Schriftsteller und Fernseh- und Filmdramaturg

## P
- František Palacký (1798–1876), Historiker und Volksaufklärer
- Marian Palla (* 1953), Schriftsteller und bildender Künstler
- Vladimír Páral (* 1932), Schriftsteller
- Ota Pavel Otto Popper (1930–1973), Sportreporter und Journalist
- František Pavlíček (1923–2004), Dramaturg
- Halina Pawlowská (* 1955), Publizistin und Dramaturgin
- Karel Pecka (1928–1997), Erzähler
- Gustav Pfleger-Moravský (1833–1875), Schriftsteller
- František Martin Pelcl (1734–1801), Historiker und Philologe
- Ferdinand Peroutka (1895–1978), Schriftsteller, Dramaturg und Publizist
- Tomáš Pešina z Čechorodu (1629–1680), Historiker
- Josef Peterka (* 1944), Dichter und Literaturtheoretiker
- Eduard Petiška (1924–1987), Schriftsteller
- Petr z Mladoňovic (1390–1451), Prediger
- Jiří Robert Pick (1925–1983), Dramaturg
- Bartoš Písař (1470–1535), Geschichtsschreiber und Händler
- Marek Pivovar (1964–2021), Schriftsteller, Dramaturg und Regisseur
- Alexej Pludek (1923–2002), kommunistischer Schriftsteller
- Zdeněk Pluhař (1913–1991), Schriftsteller
- Hynek z Poděbrad (1452–1492), Diplomat
- Karel Poláček (1892–1945), Journalist, Schriftsteller
- Jiří Polák (1948–2014), tschechisch-deutscher Schriftsteller, Dramaturg, Hörspiel- und Drehbuchautor
- Milota Zdirad Polák (1788–1856), Dichter, Lehrer
- Albert Pražák (1880–1956), Literaturhistoriker
- Oldřich Prefát z Vlkanova (1523–1565), Mathematiker, Astronom und Autor von Reiseberichten
- Gabriela Preissová (1862–1946), Schriftstellerin des Realismus
- Jan z Příbrami († 1448), Theologe der Hussiten
- Jan Procházka (1929–1971), Prosaist
- Lenka Procházková (* 1951), Schriftstellerin
- Markéta Procházková (* 1963), Dichterin
- Václav Prokůpek (1891–1975), Ästhetiker, Sprachwissenschaftler und Literaturtheoretiker
- Petr Prouza (* 1944), Journalist und Schriftsteller
- Karel Ptáčník (1921–2002), Schriftsteller
- Antonín Jaroslav Puchmajer (1769–1820), Priester und Übersetzer
- Marie Pujmanová (1893–1958), Journalistin und Nationalkünstlerin
- Přibík Pulkava z Radenína († 1380), Chronist und Pfarrer

## Q
- Ladislav Quis (1846–1913), Schriftsteller und Dichter

## R
- Jan z Rabštejna (1437–1473), Priester und Diplomat
- Karel Václav Rais (1859–1926), Schriftsteller des Realismus
- Věra Řeháčková (* 1950), Autorin von Kinderbüchern und Frauenromanen
- Lenka Reinerová (1916–2008), deutsch- und tschechischsprachige Schriftstellerin und Journalistin
- Václav Renč (1911–1973), Dichter, Dramatiker und Übersetzer
- Magdaléna Dobromila Rettigová (1785–1845), Schriftstellerin und Vertreterin der tschechischen Nationalbewegung
- Václav Řezáč (1901–1956), Prosaist
- Ema Řezáčová (1903–1997), Journalistin
- Pavel Řezníček (1942–2018), Dichter und Schriftsteller
- Zdeněk Řezníček (1904–1975), Dichter, Publizist und Übersetzer
- Bohuslav Reynek (1892–1971), Schriftsteller und Maler
- Sylvie Richterová (* 1945), Dichterin und Literaturtheoretikerin
- Bohumil Říha (1907–1987), Schriftsteller
- Václav Říha (1867–1937), Historiker, Übersetzer und Märchenerzähler
- Marie Říhová (* 1951), Dramaturgin und Schriftstellerin
- Rainer Maria Rilke (1875–1926), einer der bedeutendsten Lyriker deutscher Sprache
- Jan Rokycana (1936–1471), Theologe
- Václav Jan Rosa (1620–1689), Sprachforscher, Dichter und Rechtsanwalt
- Zdeněk Rotrekl (* 1920), Dichter
- Jaroslav Rudiš (* 1972), Schriftsteller und Journalist
- Josef Rumler (1922–1999), Dichter, Literaturkritiker, Historiker und Übersetzer

## S
- Karel Sabina (1813–1877), Politiker, Dichter, Dramatiker, Publizist, Übersetzer, Literaturkritiker und Journalist
- Pavel Josef Šafařík, auch Šafárik, Šaffařík, Josef Jarmil Schafarik, (1795–1861), Schriftsteller, Sprachwissenschaftler und Historiker
- František Xaver Šalda (1867–1937), Literaturkritiker, Journalist und Schriftsteller
- Zdena Salivarová, auch Zdena Škvorecká, (* 1933), Prosaistin, Übersetzerin und Verlegerin
- Michal Šanda (* 1965), Dichter, Prosaist
- Václav Šašek z Bířkova, adeliger Schriftsteller
- Prokop František Šedivý (* 1764), Schriftsteller, Volksaufklärer und Schauspieler
- František Květoslav Sedláček (1911–1971), Arbeiter, Schriftsteller, Redakteur
- Jaroslav Seifert (1901–1986), Dichter, Schriftsteller, Journalist und Übersetzer, Nobelpreisträger (1984)
- Ondřej Sekora (1899–1967), Schriftsteller, Karikaturist und Illustrator
- František Adolf Schubert (1849–1915), Dramatiker, Prosaist und Theaterkritiker
- Karol Sidon, auch Efraim ben Alexander, (* 1942), Rabbiner und Schriftsteller
- Karel Šiktanc (* 1928), Dichter, Journalist und Übersetzer
- Marek Šindelka (* 1984), Schriftsteller
- Jan Skácel (1922–1989), Dichter
- Jan Skála z Doubravky a Hradiště Dubravius (1486–1553), Historiker, Schriftsteller und Bischof
- Ivan Skála Karel Hell (1922–1997), Dichter, Übersetzer und Politiker
- Miroslav Skála (1924–1989), Schriftsteller und Journalist
- Pavel Skála ze Zhoře (1583–1640), Schriftsteller und Historiker
- Petr Skarlant (* 1939), Dichter
- Vladimír Škutina (1931–1995), Schriftsteller, Publizist, Dramaturg
- Josef Škvorecký (1924–2012), Prosaist, Essayist, Übersetzer und Verleger
- Josef Václav Sládek (1845–1912), Schriftsteller, Dichter, Journalist und Übersetzer
- Josef Karel Šlejhar (1864–1914), Schriftsteller
- Zdeněk Šmíd (* 1937), Schriftsteller
- Smil Flaška z Pardubic (1349–1403), adeliger Schriftsteller
- Ludvík Souček (1926–1978), Sci-Fi-Autor
- Václav Šolc (1838–1871), Dichter
- Jiří Šotola (1924–1989), Dichter, Prosaist, Dramatiker
- Milada Součková (1898–1983), Schriftstellerin, Literaturtheoretikerin
- Josef Souhrada (1838–1892), Priester und Schriftsteller
- Antonín Sova (1864–1928), Dichter und Prosaist
- Fráňa Šrámek (1877–1952), Dichter und Schriftsteller
- Jiří Stano (* 1926), Schriftsteller
- Antal Stašek (1843–1931), Schriftsteller und Rechtsanwalt
- Marie Šťastná (* 1981), Lyrikerin
- Václav Štech (1859–1947), Schriftsteller, Komödienautor und Theaterdirektor
- Miloslav Stehlík (1916–1994), Dramatiker
- Karel Steigerwald (* 1945), Dramatiker, Dramaturg und Journalist
- Jan Nepomuk Štěpánek (1783–1844), Schauspieler, Dramaturg
- Joseph Stepling (1716–1778), Gelehrter des 18. Jahrhunderts
- Miloslav Stingl (1930–2020), Forschungsreisender, Ethnograf und Schriftsteller
- Vojtěch Steklač (* 1945), Schriftsteller
- Tomáš Štítný ze Štítného (1333–1401/1409), Adeliger, Reisender, Reformator, Übersetzer und Prediger
- Eduard Štorch (1878–1956), Archäologe, Pädagoge und Schriftsteller
- Jiří Stránský (1931–2019), Schriftsteller, Dramaturg und Übersetzer
- Pavel Stránský ze Stránky u Zap (1583–1657), Schriftsteller
- Jan ze Středy (1310–1380), Schriftgelehrter, Übersetzer
- Ladislav Stroupežnický (1850–1892), Dramaturg
- Valja Stýblová (1922–2020), Schriftstellerin
- Jindřich Štyrský (1899–1942), Maler, Photograph, Grafiker, bildender Künstler und Dichter
- František Sušil (1804–1868), Volksaufklärer und Prediger
- Miloslav Švandrlík (1932–2009), Schriftsteller
- Karolína Světlá, auch Johanna Mužáková, geb. Rottová (1830–1899), Schriftstellerin
- Růžena Svobodová (1868–1920), Schriftstellerin
- Josef Marcol Svoboda (1891–1973), Publizist, Übersetzer und Journalist
- Karel Sýs (* 1946), Redakteur

## T
- Karel Teige (1900–1951), Schriftsteller, und Fotograf
- Jan Tesánek (1728–1788), Gelehrter und Autor wissenschaftlicher Literatur
- Rudolf Těsnohlídek (1882–1928), Dichter, Journalist und Übersetzer
- Karel Ignác Thám (1763–1816), Schriftsteller und Übersetzer
- Václav Thám (1765–1816), Schauspieler und Schriftsteller
- Anna Maria Tilschová (1873–1957), Schriftstellerin
- Josef Toman (1899–1977), Schriftsteller
- Karel Toman (1877–1946), Dichter, Journalist und Übersetzer
- Jaromír Tomeček (1906–1997), Schriftsteller
- František Jan Tomsa (1753–1814), tschechischer Schriftsteller und Publizist
- Jáchym Topol (* 1962), Journalist
- Josef Topol (1935–2015), Dramatiker, Dichter und Essayist
- Jan Trefulka (1929–2019), Schriftsteller
- Jan Matzal Troska (1881–1961), Sci-Fi-Autor
- Jiří Třanovský (1592–1637), Schriftsteller und Priester
- Václav Beneš Třebízský (1849–1884), Schriftsteller und Priester
- Vlastimil Třešňák (* 1950), Schriftsteller und bildender Künstler
- Josef Kajetán Tyl (1808–1856), Dramatiker und Schriftsteller
- Jaromír Typlt (* 1973), Dichter, Prosaist, Herausgeber und Essayist

## U
- Milan Uhde (* 1936), Prosaist, Dramatiker und Politiker
- Miloš Urban (* 1967), Autor
- Johannes Urzidil (1896–1970), deutsch-tschechischer Schriftsteller, Kulturhistoriker und Journalist

## V
- Václav Český Lucemburský (1337–1383), Schriftsteller, Herzog und Bruder des Karl IV.
- Ludvík Vaculík (1926–2015), Prosaist, Publizist und Verleger
- Madla Vaculíková (* 1925), Autorin
- Josef Váchal (1884–1969), Maler, Graphiker, Illustrator, Bildhauer, Schnitzer, Schriftsteller und Dichter
- Emil Vachek (1889–1964), Humorist und Journalist
- Edvard Valenta (1901–1978), Erzähler
- Vladislav Vančura (1891–1942), Schriftsteller, Dramaturg und Regisseur
- Karel Vaněk (1887–1933), Journalist und Schwejk-Autor
- Jan František Vavák (1741–1816), Schriftsteller
- Vavřinec z Březové (1370–1437), Schriftsteller
- Miroslav Vejlupek Čerchovský (* 1952), Autor
- Daniel Adam von Veleslavín (1546–1599), Verleger und Schriftsteller
- Zdeněk Veselovský (1928–2006), Zoologe
- Alžběta Johana Vestonie Johanna Westonia (1582–1612), Dichterin
- Michal Viewegh (* 1962), Schriftsteller und Publizist
- Jan Vladislav Ladislav Bambásek (* 1923), Dichter und Übersetzer
- Bartoš Vlček (1897–1926), Dichter, Prosaist und Übersetzer
- Jaroslav Vlček (1860–1930), Literaturhistoriker
- Jiří Voskovec Jiří Wachsmann (1905–1981), Schauspieler und Schriftsteller
- Václav Vratislav z Mitrovic Tureček (1576–1635), Schriftsteller und Adeliger
- Jan Vrba (1889–1961), Autor und Dramaturg
- Alena Vrbová (1919–2004), Ärztin und Schriftstellerin
- Jaroslav Vrchlický Emil Frída (1853–1912), Schriftsteller, Dichter, Dramatiker und Übersetzer
- Stanislav Vydra (1741–1804), Mathematiker und Jesuit
- Ivan Vyskočil (* 1929), Schriftsteller

## W
- Konrád Waldhauser (1326–1369), Prediger und Reformator
- Ilse Weber, geborene Herlinger (1903–1944), Kinderbuchautorin, Dichterin und Oberschwester
- Jiří Weil (1900–1959), Literaturkritiker, Journalist und Übersetzer
- Richard Weiner (1884–1937), Dichter, Prosaist und Publizist
- Jan Weiss (1892–1972), Prosaist und Nationalkünstler
- Jiří Weiss (1913–2004), Regisseur und Szenarist
- Jan Werich (1905–1980), Schauspieler, Dramaturg und Szenarist
- Ivan Wernisch (* 1942), Dichter, Journalist und Übersetzer
- Zikmund Winter (1846–1912), Historiker und Lehrer
- Jiří Wolker (1900–1924), Dichter
- Jana Witthedová, Dichterin

## Z
- Jan Zábrana (1931–1984), Schriftsteller und Übersetzer
- Jan Žáček (1932–2008), Prosaist und Dramatiker
- Jiří Žáček (* 1945), Dichter
- Jan Zahradníček (1905–1960), Dichter, Journalist und Übersetzer
- Jaroslav Žák (1906–1960), Lateinprofessor und Prosaist
- Miroslav Žamboch (* 1972), Sci-Fi-Autor
- Antonín Zápotocký (1884–1957), Politiker, Präsident der ČSSR
- Jaroslav Zaorálek (1896–1947), Übersetzer
- Jan ze Žatce (1350–1414), Schriftsteller
- Vilém Závada (1905–1982), Dichter, Schriftsteller und Übersetzer
- Julius Zeyer (1841–1901), Schriftsteller und Dramatiker
- Miroslav Zikmund (1919–2021), Reisender und Schriftsteller
- Jaroslav Žila (* 1961), Schriftsteller
- Antonín Josef Zíma, Schriftsteller, Volksaufklärer und Drucker